# Juliana Notari
Juliana Notari, (Recife,  1975) é uma artista visual feminista brasileira, conhecida pelas suas instalações que combinam videoarte e performance. Em 2020, ficou conhecida internacionalmente com a polémica escultura Diva em formato de vulva.

## Biografia
Ela cresceu em Olinda numa família de artistas, o avô é pintor e o pai é designer.
Em 2003, Juliana Notari licenciou-se em artes plásticas pela Universidade Federal de Pernambuco . Em 2012, concluiu a pós-graduação em artes visuais pela Universidade do Estado do Rio de Janeiro. Em 2005, ela exibiu Dra. Diva  e em 2009 Rire pour Moi na École Supérieure d'Art d'Aix-en-Provence.
Juliana Notari é conhecida pelas suas instalações que combinam videoarte e performance, em torno do corpo humano e elementos naturais (madeira, fogo). Em 2006, ela fez uma performance que consistia em partir uma parede com um martelo, que ela encheu com jactos de sangue animal antes de introduzir espéculos de aço inoxidável . Tal como Marina Abramović, ela usa o seu corpo como armadura e plataforma de combate. Em 2013, apresenta Sorterro, uma série de fotografias em que mostra a metamorfose do seu corpo, ao longo de dois anos, durante os quais não se depila. Em 2016, apresenta Muda, uma videoinstalação que mostra o momento após a sessão de depilação do Sorterro e onde ela esculpe a própria cabeça com a cera usada na depilação.

## InstalaçãoDiva
Esta escultura permanente é resultado de 11 meses de trabalho e residência artística em colaboração com a Usina de Arte do Recife, que a acolhe no seu parque, um projeto de reabilitação, para fins artísticos, de uma antiga fábrica de açúcar.
No dia 3 de Janeiro de 2021, inaugura a polémica estátua de uma vulva gigante, intitulada Diva que é considerada indecente. Num artigo sobre ela, o jornal Daily Mail chega a cenusar as fotos da obra no seu site. Ao provocar, de facto, uma discussão em torno dos tabus sexuais, a artista foi objecto de comentários de ódio e sexistas de partidários do presidente de extrema direita Jair Bolsonaro, incluindo Olavo de Carvalho, no Twitter.
A escultura é também motivo de polémica junto da comunidade transgender, que denunciam o caráter excludente da representação vulvar; e da comunidade defensora do meio ambiente, por esta ter sido feita numa paisagem rural. Além disso, as fotos publicadas nas redes sociais mostram que a obra foi construída por uma força de trabalho exclusivamente masculina e negra o que também levantou celeuma.
No meio cultural, a artista contou com o apoio do cineasta brasileiro Kleber Mendonça Filho .

## Prémios e reconhecimento
- 2004 - Ganhou o Prêmio Bolsa de pesquisa no Salão de Arte Contemporânea de Pernambuco[9]
- 2013 - Recebeu o Prémio Funarte Mulheres nas Artes Visuais[10]
- 2014 - Recebeu o Prémio do Salão de Arte Pará [11]
- 2018 - Foi nomeada pela primeira vez para o Prémio Pipa, para o qual é novamente nomeada em 2019[12]
- 2019 - É finalista do 7ª edição do Prémio Indústria Nacional Marcantonio Vilaça para as Artes  Plástica[13][14]

## Obras
- Symbebekos, 2002, performance, fotografia, vidro quebrado e luz, Trajetórias, Galeria Baobá, Fundação Joaquim Nabuco, Recife.[15]
- Dra. Divã , 2006, performance, espéculo de aço inoxidável, martelo, telescópio, luva e sangue bovino, Verbo 8, Galeria Vermelho, São Paulo, no Brasil, depois na École supérieure d'art d'Aix-en-Provence (ESAAIX), em França.[9]
- Mimoso, videoinstalação, projeção da video-performance em três telas, 2014, 05:16 minutos, montagem da exposição Desterro no Museu de Arte Moderna Aloísio Magalhães, Recife, Brasil.[16]
- Diva, janeiro de 2020, instalação, 33m de altura x 16m de largura x 6m de profundidade, concreto coberto com resina vermelha brilhante, parque artístico e botânico da Usina de Arte, Água Preta, Estado de Pernambuco, Brasil.[17]